# تلمبه حاج یدالله عباس‌لو و شرکا
تلمبه حاج یدالله عباس‌لو و شرکا یک منطقهٔ مسکونی در ایران است که در دهستان گلستان (سیرجان) واقع شده‌است.